# Variable d'état
Cet article court présente un sujet plus développé dans : Fonction d'état.
 (février 2023).
Si vous disposez d'ouvrages ou d'articles de référence ou si vous connaissez des sites web de qualité traitant du thème abordé ici, merci de compléter l'article en donnant les références utiles à sa vérifiabilité et en les liant à la section « Notes et références ».
En thermodynamique, des variables d'état sont des paramètres qui caractérisent l'état d'équilibre d'un système, tels que le volume, la température, la pression et la quantité de matière. Ces caractérisations sont elles-mêmes des fonctions d'état du système.
Une variable d'état n'a de sens que pour un système à l'équilibre thermodynamique.
Une variable d'état est toujours une grandeur physique scalaire. Il s'agit soit d'une grandeur extensive, définie sur l'ensemble du système considéré, soit d'une grandeur intensive, qui doit alors prendre la même valeur en tout point du système.